# Andreas Orgler
Pas d'image ? Cliquez ici
Piolets d'or
Andreas Orgler, né le 1er janvier 1962 à Innsbruck et mort le 4 janvier 2007 à Forbes (Australie), est un alpiniste autrichien.

## Biographie
Il se fait connaître dans les années 1980 par de spectaculaires premières ascensions dans le  septième degré (UIAA VIII). Il ouvre des voies dans les Alpes de Stubai, les Karwendel et en Alaska, mais aussi au Karakoram. Il est l'auteur de 250 premières ascensions et 50 ascensions en solo, le plus souvent sans piton à expansion pour des raisons éthiques. Orgler joue aussi un rôle important dans l'escalade glaciaire, avec 70 premières ascensions de cascades. Parmi ses 20 premières ascensions suivies d'une descente en ski, il y a la Mayerlrampe sur le Grossglockner en 1986 et la face nord de l'Ortles en 1983. Il écrit des guides d'alpinisme et d'escalade et travaille sur le développement d'équipements de sports de montagne. En 1996, Andreas Orgler est le premier Autrichien à recevoir un Piolet d'or, avec Heli Neswadba et Arthur Wutscher, «pour l’ouverture de plusieurs voies extrêmes, notamment en face sud du mont Bradley (Ruth Glacier, Alaska)». 
Orgler se tourne dans les années 2000 de plus en plus des sports de montagne extrêmes, est un architecte renommé et fait intensément du deltaplane. Il fait plusieurs chutes lors de vols audacieux et fait partie en 2006 de la liste des meilleurs sportifs établie par Online-Contest. En 2007, il meurt pendant un concours en Australie lors d'un accident à cause d'une défaillance matérielle.
1. ↑  (de) Andreas Orgler tot

## Source de la traduction
- (de) Cet article est partiellement ou en totalité issu de l’article de Wikipédia en allemand intitulé « Andreas Orgler » (voir la liste des auteurs).